# Credonia Mwerinde
Credonia Mwerinde est née en 1952 à Kateete, Nyabugoto dans le district de Kanungu en Ouganda. Dans les années 1990, elle fut la grande prêtresse et la cofondatrice du Mouvement pour la restauration des dix commandements de Dieu, une secte millénariste ougandaise dissidente de l'Église catholique romaine.  

## Biographie
Avant de créer ce mouvement, elle vendait de la bière de banane dans la ville de Kanungu. Elle aurait aussi été une prostituée, se serait mariée cinq fois et aurait eu deux enfants de ces différentes unions. 
Selon la version rapportée par la presse et qui correspond à la version officielle diffusée par le Mouvement, son père, Paulo Kashaku aurait reçu en 1988 une vision de Jésus Christ, de la Vierge Marie et de Saint Joseph. Mwerinde aurait elle-même été le témoin d'apparitions mariales. Affirmant agir sur ordre de la Vierge Marie, son père lui aurait demandé de diffuser des messages concernant l'imminence de la fin du monde à travers l'Ouganda.  
En 1989, Mwerinde rencontra Joseph Kibwetere qui affirmait, lui aussi avoir été le témoin d'une apparition mariale. La même année, Mwerinde et Kibwetere créèrent le Mouvement pour la restauration des dix commandements de Dieu. 
Le rapport de la Commission des droits de l'homme ougandaise publié en 2002 a proposé une version sensiblement différente de celle rapportée par la presse en ce qui concerne les circonstances de la création du mouvement : en 1988, Mwerinde, peut-être sous l'influence de réfugiés rwandais Tutsi originaires de Kibeho où se serait produit une apparition mariale, aurait rejoint un mouvement fondé par Blandina Buzigye, une femme prétendant elle aussi avoir vu la Vierge Marie à Nyabugoto Rock, dans le district de Rukungiri. Blandina Buzigye affirmait avoir été informée par la Vierge Marie de l'imminence de l'Apocalypse et avoir reçu pour mission de créer un Mouvement pour la Restauration des dix commandements afin que les hommes pieux puissent être sauvés. C'est au sein de ce mouvement que Credonia Mwerinde se serait affirmée comme leader en recrutant des membres importants de la secte comme Joseph Mwerinde, Paul Ikazire et Dominic Kataribabo. Elle aurait, par la suite, renforcé son ascendant sur le mouvement en mettant à la disposition du groupe un terrain fourni par son père à Kateete dans le district de Kanungu. 
Certains ont affirmé que le mouvement était dirigé par Joseph Kibwetere. La Commission des droits de l'Homme ougandaise ainsi que plusieurs anciens cadres du mouvement ont cependant montré que la secte était, en réalité, contrôlée par Credonia Mwerinde, Kikwetere, qui fut probablement son amant, se contentant d'exécuter ses décisions. Au sein du mouvement, Credonia Mwerinde était surnommé la "Programmer" et se faisait appelée Ekyombeko kya Maria (la structure de la Vierge Marie) ou encore Jude Tadeo. La commission ougandaise des droits de l'homme ainsi que des journalistes ont recueilli plusieurs témoignages la décrivant comme une femme violente et tyrannique, intéressée principalement par l'argent et le pouvoir. 
Le mouvement connut un grand succès dans les années 1990 dans l'Ouest de l'Ouganda et compta près de 5 000 fidèles, principalement des paysans pauvres. À la fin des années 1990, les fidèles furent informés que la fin du monde allait se produire le 1er janvier 2000. Comme rien ne se produisit à la date prévue, le mouvement connut des tensions internes. En réaction, il semble que la direction du groupe ait alors décidé d'éliminer un grand nombre de fidèles. C'est ainsi que le 17 mars 2000, plus de 500 personnes moururent dans l'incendie de l'église de la secte à Kanungu.  
Dans un premier temps, la police ougandaise considéra que Mwerinde avait, comme les autres dirigeants de la secte, péri dans l'incendie de l'église. Mais par la suite, ils soupçonnèrent Mwerinde d'avoir réussi à quitter la région aux premières heures du 17 mars. En avril 2000, la police ougandaise délivra des mandats d'arrêt internationaux à l'encontre de Mwerinde ainsi que de 5 autres membres de la secte. Mwerinde n'a malgré tout jamais été revue et il est probable qu'elle soit décédée le 17 mars 2000. 

## Postérité
En septembre 2011, Mwerinde ainsi que d'autres personnes ayant pronostiqué, à tort, la fin du monde à des dates différentes, reçoit le Prix Ig Nobel pour "avoir montré au monde qu'il faut faire très attention lorsqu'on fait des calculs et des déductions mathématiques".